# British Touring Car Championship
Il British Touring Car Championship (BTCC - Campionato britannico vetture turismo) è un campionato motoristico che si disputa in Regno Unito e Irlanda. Il campionato, istituito nel 1958 come British Saloon Car Championship, si è disputato nel corso degli anni seguendo diversi regolamenti tecnici.

## Storia
La prima edizione del campionato venne organizzata British Racing & Sports Car Club (BRSCC) e si tenne su undici corse disputatesi su alcuni dei più rinomati tracciati dell'epoca, tra cui Aintree, Goodwood, Silverstone e Brands Hatch e a queste gare parteciparono per lo più concorrenti privati, mentre i costruttori si limitarono a fornire assistenza ad alcuni di loro.
Fin dall'inizio il campionato si disputava con una suddivisione in classi di cilindrata, divise in quegli anni tra fino a 1200 cm³, fino a 1600 cm³, fino a 2700 cm³ e oltre 2701 cm³, con i concorrenti che correvano simultaneamente ma ottenevano punti in base al loro piazzamento nella rispettiva classe, facilitando così la vittoria del titolo a quei concorrenti che gareggiavano nelle classi meno combattute (di solito quelle di cilindrata minore), come dimostra il fatto che in 33 anni di multiclassismo solo in sei occasioni il titolo sia andato a un pilota della combattutissima classe regina.

## Vetture ammesse

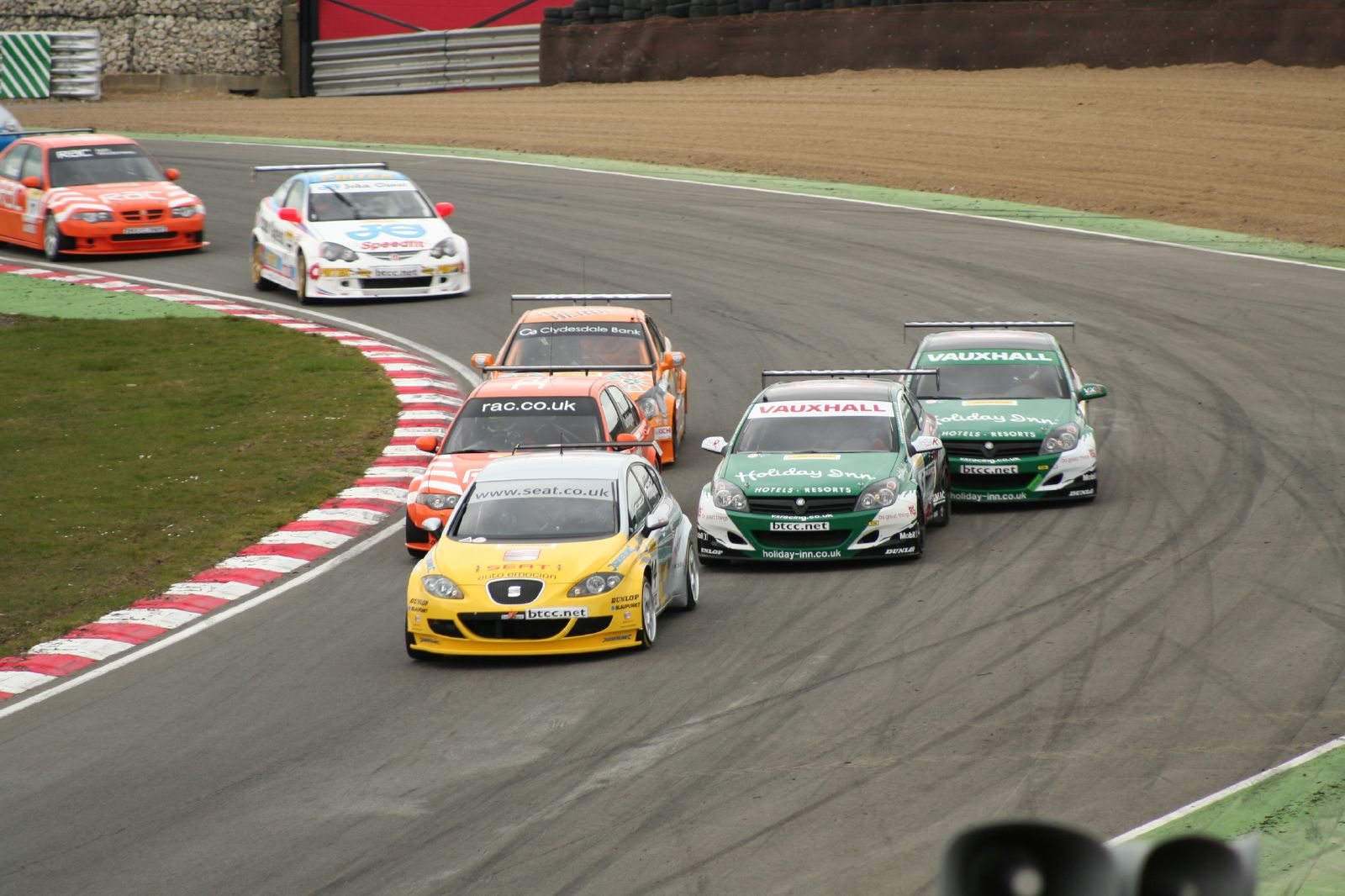
Immagine di una gara BTTC

Prima "auto di produzione", poi FIA Gruppo 1 o Gruppo 2 fino alla fine degli sessanta e nei settanta, e poi Gruppo A negli anni ottanta; nel 1987, la serie adottò il nome che porta tuttora (una serie con vetture Gruppo N corse negli anni novanta).
Dopo il dominio dei motori Ford Sierra Cosworth alla fine degli anni ottanta, a partire dal 1990 il BTCC fu il primo ad adottare il nuovo regolamento tecnico FIA denominato "SuperTouring" (inizialmente denominato 2 litre Touring Car Formula e in seguito anche Classe 2 o Divisione 2 - D2), che introduceva il limite dei 2000 cm³ di cilindrata, il divieto della sovralimentazione e l'obbligo di usare scocca, aspetto esteriore, basamento e testata del motore strettamente provenienti dal modello di serie, lasciando liberi tutti gli altri aspetti della vettura, regolamento tecnico che poi divenne comunemente diffuso anche negli altri campionati superturismo in Europa fino all'avvento dell'ETCC/WTCC alla fine degli anni novanta.

## Albo d'oro
| Anno | Pilota campione     | Vettura                 | Scuderia campione              | Costruttore campione |
| 1958 | Jack Sears          | Austin 105 Westminster  | -                              | -                    |
| 1959 | Jeff Uren           | Ford Zephyr             | -                              | -                    |
| 1960 | Doc Shepherd        | Austin A40              | -                              | -                    |
| 1961 | John Whitmore       | Mini Cooper             | -                              | -                    |
| 1962 | John Love           | Mini Cooper             | -                              | -                    |
| 1963 | Jack Sears          | Ford Cortina Lotus      | -                              | -                    |
| 1964 | Jim Clark           | Ford Cortina Lotus      | -                              | -                    |
| 1965 | Roy Pierpoint       | Ford Mustang            | Weybridge Engineering Company  | -                    |
| 1966 | John Fitzpatrick    | Ford Anglia             | Team Lotus                     | -                    |
| 1967 | Frank Gardner       | Ford Falcon             | -                              | -                    |
| 1968 | Frank Gardner       | Ford Escort TC          | -                              | -                    |
| 1969 | Alec Poole          | Mini Cooper S           | -                              | -                    |
| 1970 | Bill McGovern       | Sunbeam Imp Sport       | -                              | -                    |
| 1971 | Bill McGovern       | Sunbeam Imp Sport       | -                              | -                    |
| 1972 | Bill McGovern       | Sunbeam Imp Sport       | -                              | -                    |
| 1973 | Frank Gardner       | Chevrolet Camaro        | -                              | -                    |
| 1974 | Bernard Unett       | Hillman Avenger         | -                              | -                    |
| 1975 | Andy Rouse          | Triumph Dolomite Sprint | -                              | Chevrolet Triumph    |
| 1976 | Bernard Unett       | Chrysler Avenger GT     | -                              | -                    |
| 1977 | Bernard Unett       | Chrysler Avenger GT     | -                              | -                    |
| 1978 | Richard Longman     | Mini 1275 GT            | -                              | -                    |
| 1979 | Richard Longman     | Mini 1275 GT            | -                              | British Leyland      |
| 1980 | Win Percy           | Mazda RX-7              | -                              | -                    |
| 1981 | Win Percy           | Mazda RX-7              | -                              | -                    |
| 1982 | Win Percy           | Toyota Corolla          | -                              | -                    |
| 1983 | Andy Rouse          | Alfa Romeo GTV          | -                              | -                    |
| 1984 | Andy Rouse          | Rover 3500 Vitesse      | -                              | -                    |
| 1985 | Andy Rouse          | Ford Sierra XR4ti       | -                              | -                    |
| 1986 | Chris Hodgetts      | Toyota Corolla          | -                              | -                    |
| 1987 | Chris Hodgetts      | Toyota Corolla          | -                              | -                    |
| 1988 | Frank Sytner        | BMW M3                  | -                              | -                    |
| 1989 | John Cleland        | Vauxhall Astra GTE      | -                              | -                    |
| 1990 | Robb Gravett        | Ford Sierra RS500       | -                              | -                    |
| 1991 | Will Hoy            | BMW M3                  | -                              | BMW                  |
| 1992 | Tim Harvey          | BMW 318i                | -                              | Vauxhall             |
| 1993 | Joachim Winkelhock  | BMW 318i                | -                              | BMW                  |
| 1994 | Gabriele Tarquini   | Alfa Romeo 155 TS       | -                              | Alfa Romeo           |
| 1995 | John Cleland        | Vauxhall Cavalier       | Williams Renault Dealer Racing | Vauxhall             |
| 1996 | Frank Biela         | Audi A4 Quattro         | Audi Sport                     | Audi                 |
| 1997 | Alain Menu          | Renault Laguna          | Williams Renault Dealer Racing | Renault              |
| 1998 | Rickard Rydell      | Volvo S40               | Vodafone Nissan Racing         | Nissan               |
| 1999 | Laurent Aïello      | Nissan Primera          | Vodafone Nissan Racing         | Nissan               |
| 2000 | Alain Menu          | Ford Mondeo             | Ford Team Mondeo               | Ford                 |
| 2001 | Jason Plato         | Vauxhall Astra Coupé    | Vauxhall Motorsport            | Vauxhall             |
| 2002 | James Thompson      | Vauxhall Astra Coupé    | Vauxhall Motorsport            | Vauxhall             |
| 2003 | Yvan Muller         | Vauxhall Astra Coupé    | VX Racing                      | Vauxhall             |
| 2004 | James Thompson      | Vauxhall Astra Coupé    | VX Racing                      | Vauxhall             |
| 2005 | Matt Neal           | Honda Integra           | Team Halfords                  | Vauxhall             |
| 2006 | Matt Neal           | Honda Integra           | Team Halfords                  | SEAT                 |
| 2007 | Fabrizio Giovanardi | Vauxhall Vectra         | SEAT Sport UK                  | Vauxhall             |
| 2008 | Fabrizio Giovanardi | Vauxhall Vectra         | VX Racing                      | Vauxhall             |
| 2009 | Colin Turkington    | BMW 320si               | VX Racing                      | Vauxhall             |
| 2010 | Jason Plato         | Chevrolet Cruze         | Honda Racing Team              | Honda                |
| 2011 | Matt Neal           | Honda Civic             | Honda Racing Team              | Honda                |
| 2012 | Gordon Shedden      | Honda Civic             | Honda Yuasa Racing Team        | Honda                |
| 2013 | Andrew Jordan       | Honda Civic             | Honda Yuasa Racing Team        | Honda                |
| 2014 | Colin Turkington    | BMW 125i MSport         | eBay Motors                    | MG                   |
| 2015 | Gordon Shedden      | Honda Civic Type R      | Team BMR RCIB Insurance        | Honda                |
| 2016 | Gordon Shedden      | Honda Civic Type R      | Team JCT600 with GardX         | BMW                  |
| 2017 | Ashley Sutton       | Subaru Levorg GT        | Team BMW                       | BMW                  |
| 2018 | Colin Turkington    | BMW 125i MSport         | Team BMW                       | BMW                  |
| 2019 | Colin Turkington    | BMW 330i MSport         | Halfords Yuasa Racing          | BMW                  |